# Crisis sucesoria portuguesa de 1580
La crisis de sucesión de Portugal de 1580 sobrevino como consecuencia de la muerte sin herederos del rey Sebastián I de Portugal en 1578 y de su sucesor Enrique I a comienzos de 1580. Las cortes portuguesas debían decidir quién de entre varios reclamantes debería ocupar el trono portugués, pero, antes de que la elección fuera hecha, Felipe II de España se anticipó a la decisión, y amparándose en sus derechos a la sucesión a la Corona portuguesa, ordenó la invasión militar del país. Antonio, prior de Crato se autoproclamó rey, pero sus escasas tropas fueron superadas por el ejército español en la Batalla de Alcántara (1580), y al año siguiente Felipe II fue reconocido como rey de Portugal.
Este fue el comienzo de un periodo en el que Portugal junto con los demás reinos hispánicos compartieron el mismo monarca en una unión dinástica aeque principaliter, que se prolongó hasta 1640, en que comenzó la guerra de separación de Portugal.

## Muerte de Sebastián I

Bandera de Portugal en 1580.

En 1578, el joven rey Sebastián I de Portugal moría en la batalla de Alcazarquivir sin dejar heredero. El cardenal Enrique I el Casto, tío-abuelo de Sebastián, lo sucedió como rey. Enrique intentó renunciar a su oficio clerical para tener descendencia que perpetuase la dinastía de Avís, pero el papa Gregorio XIII, apoyando a los Austrias, no le permitió abandonar su cargo de cardenal. El rey-cardenal moriría dos años más tarde sin descendencia, dejando un vacío de poder en el trono de Portugal que provocaría una crisis dinástica.

### Regencia provisional
El 11 de enero de 1580 fueron convocadas las cortes de Almeirim, que deberían determinar la sucesión a la Corona portuguesa. Fueron interrumpidas por la muerte de Enrique I el 31 de enero del mismo año, tras lo cual se nombró un consejo de regencia formado por cinco gobernadores que deberían formar un gobierno interino encargado de administrar el país. Estos eran:
- Jorge de Almeida, arzobispo de Lisboa, presidente del consejo de regencia;
- João Telo, justicia mayor;
- Francisco de Sá Meneses;
- João de Mascarenhas;
- Diogo Lopes de Sousa,

de los cuales todos excepto Juan Tello eran partidarios de la ocupación del trono de Portugal por Felipe II de España, en parte por las gestiones de Cristóvão de Moura y de Pedro Téllez Girón, diplomáticos partidarios de la unión con España.

## Candidatos al trono
A la nobleza portuguesa le preocupaba el poder mantener su independencia y buscó ayuda para encontrar otro rey. En ese tiempo, el trono portugués estaba siendo disputado por varios candidatos, que según la antigua costumbre feudal, en la que la ilegitimidad en el nacimiento anulaba los derechos y la línea de descendencia masculina prevalecía sobre la femenina, tenían el siguiente orden de preferencia:
- Ranuccio I Farnesio, de 11 años, (hijo de María, primogénita de Eduardo de Portugal, el hijo menor de Manuel I),
- Catalina, duquesa consorte de Braganza y sus hijos (segunda hija de Eduardo de Avis, la hermana pequeña de María), casada con el duque Juan I,
- Felipe II de España y sus descendientes (hijo de Isabel de Portugal, la hija mayor de Manuel I),
- María de Habsburgo, emperatriz del Sacro Imperio, y sus hijos (hija de Isabel de Portugal y hermana de Felipe),
- Manuel Filiberto de Saboya y sus hijos (hijo de Beatriz de Portugal, la hija pequeña de Manuel I de Portugal),
- Juan I, Duque de Braganza e hijos (casado con Catalina),
- Antonio, prior de Crato, era nieto por vía masculina de Manuel I, pero hijo ilegítimo de Luis de Avis.[2]

### Objeciones
Ranuccio I Farnesio (1569-1622), duque de Parma y Piacenza, era el hijo de María, la hija mayor de Eduardo de Portugal, duque de Guimarães y el único hijo de Manuel I cuyos descendientes legítimos sobrevivían. La muerte de su tío abuelo Enrique I de Portugal inició el conflicto por el trono cuando tenía 11 años de edad. Según la línea dinástica, Ranuccio era el heredero más próximo; sin embargo, su padre Alejandro Farnesio, no esgrimió convenientemente los derechos de Ranuccio al trono, posiblemente por no indisponerse con Felipe II, del que era aliado y vasallo.
Catalina, la duquesa de Braganza, reclamó el trono muy ambiciosamente pero sin éxito. Catalina estaba casada con Juan I de Braganza, el nieto de Jaime de Braganza, también un heredero legítimo de Manuel I y cuya madre era hija de Fernando de Portugal, duque de Viseu, segundo hijo del rey Eduardo I. La duquesa tenía un hijo, Teodósio II de Braganza, que sería su heredero y sucesor al trono. La reclamación de la duquesa era relativamente fuerte, ya que estaba reforzada por la posición de su marido como uno de los herederos legítimos; por ello ambos tenían derecho a ser reyes. Además, la duquesa vivía en Portugal, no en el extranjero y era mayor de edad. Su punto débil era su condición femenina (Portugal aún no había tenido una reina titular).
Felipe II era descendiente de Manuel I por línea femenina; su condición de extranjero (aunque su madre fuera portuguesa) era una desventaja en su candidatura, pero su edad y su género masculino le colocaban en una posición mejor que la de los dos anteriores candidatos. Rodrigo Vázquez de Arce y Luis de Molina fueron enviados a Portugal como embajadores de Felipe II con la misión de defender la candidatura de este al trono.

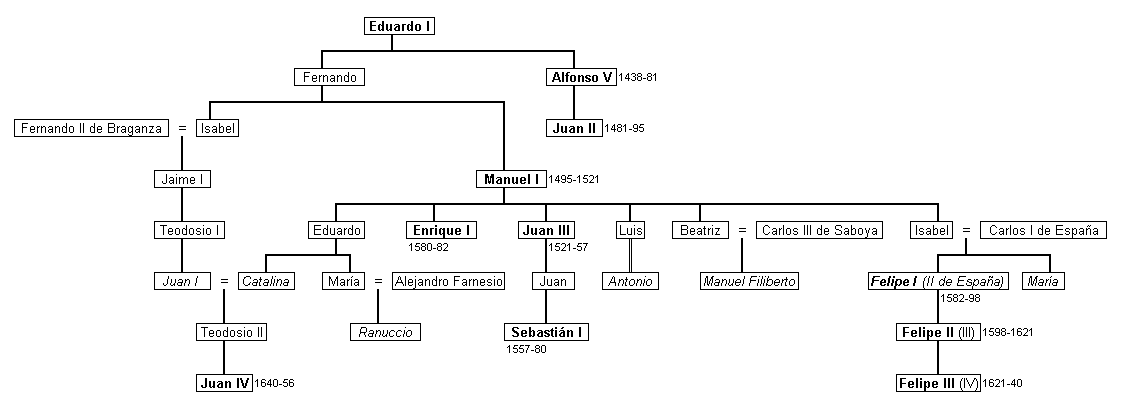
Árbol genealógico de los candidatos al trono (los aspirantes van en cursiva, los reyes de Portugal en negrita).

## Antonio y Felipe

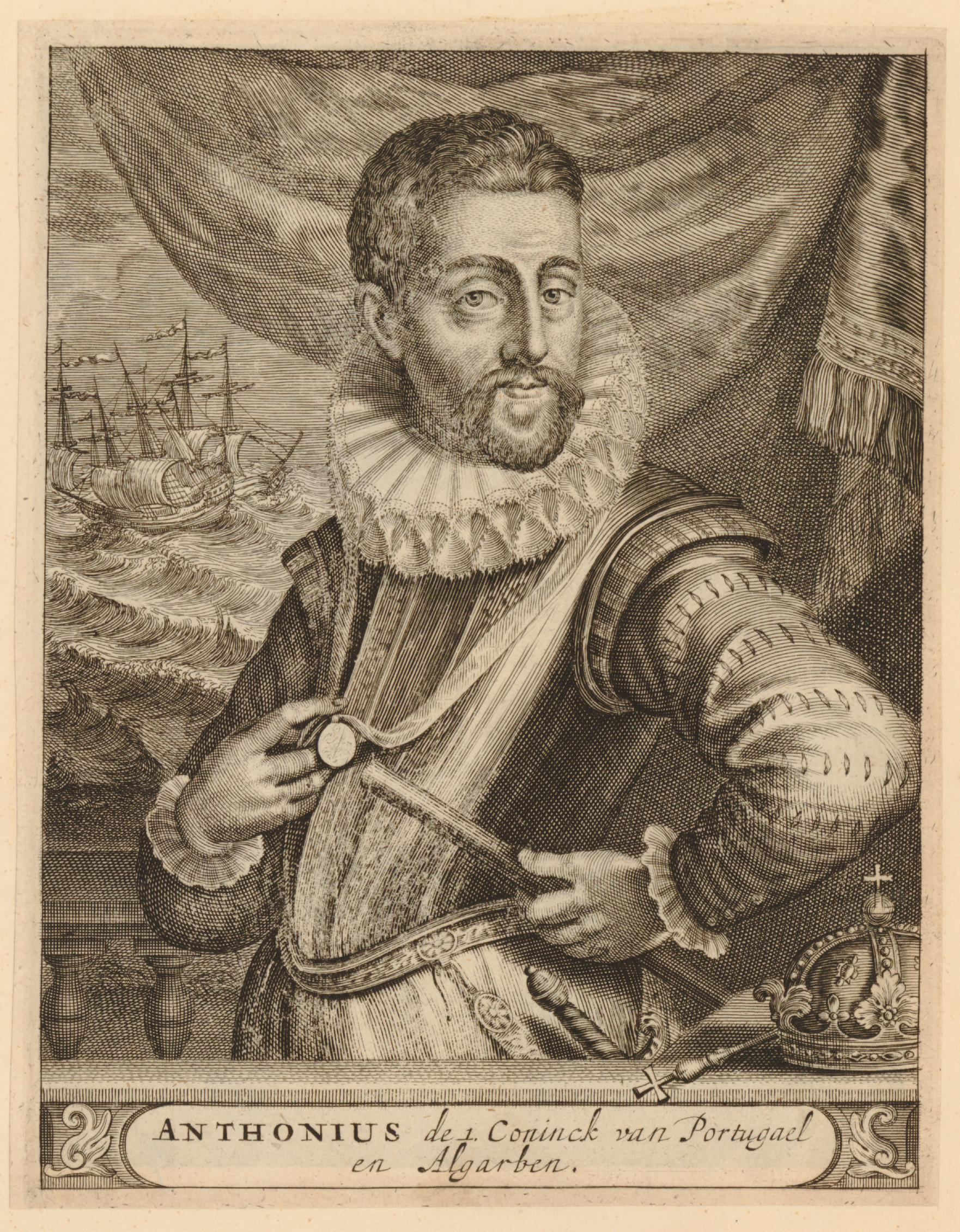
Don Antonio.

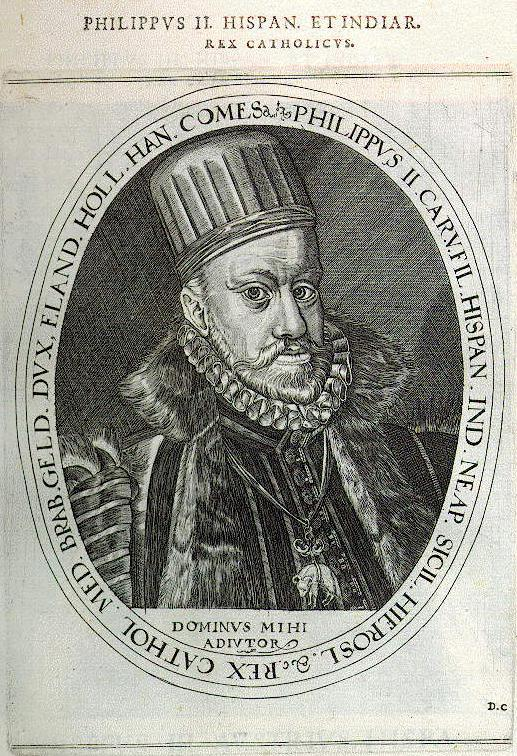
Felipe II.

Antonio (1531-1595), prior de Crato, fue uno de los reclamantes del trono portugués durante la crisis de 1580, y fue Rey de Portugal (durante un corto período en el continente, y hasta 1581 de iure en las Azores, y de facto hasta 1583). Antonio era el hijo ilegítimo de Luis de Avis (1506 - 1555), y por lo tanto nieto del rey Manuel I de Portugal. Precisamente por su carácter ilegítimo, sus pretensiones eran débiles y se consideraron inválidas. Antonio luchó por su reivindicación, pero sus pretensiones sucumbieron a las del Cardenal Enrique. En enero de 1580, cuando las Cortes se encontraban reunidas en Almeirim para decidir sobre un heredero, el cardenal murió y la regencia del reino fue asumida por una junta de cinco miembros.
Felipe II de España, intentó acercarse a la nobleza del reino. Para la aristocracia, una unión dinástica con España sería muy beneficiosa para Portugal debido a los problemas económicos que sufría. Antonio intentó atraerse al pueblo a su causa comparando la situación con la crisis de 1383-1385. En aquella ocasión, el rey de Juan I de Castilla intentó acceder al trono portugués a través de las armas y Juan I de Portugal, el hijo ilegítimo del rey Pedro I de Portugal luchó por su derecho en la batalla de Aljubarrota que terminó en victoria portuguesa y fue proclamado rey por las cortes de Coímbra.

### Conquista militar

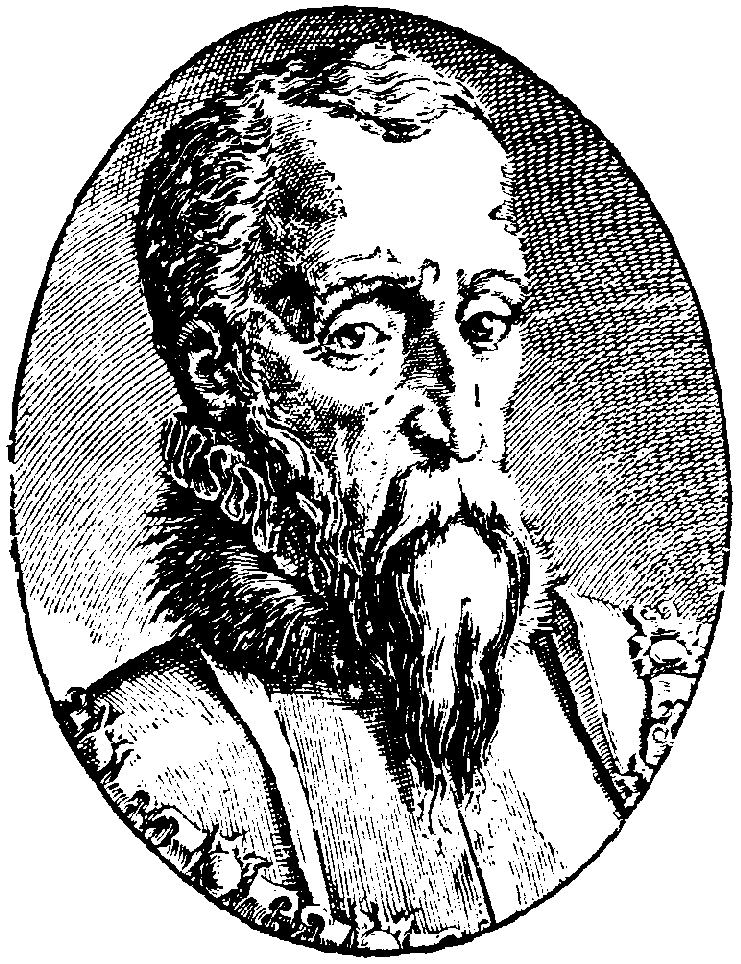
El duque de Alba.

Las objeciones portuguesas sobre la candidatura del rey Felipe II persuadieron a este de apoyar sus reclamaciones con la ocupación militar del país; ya a mediados de febrero de 1580 en la corte de Madrid se preparaba la expedición. En junio, el ejército español reunido por Felipe II en Badajoz entró en Portugal por Elvas, 35.000 hombres bajo el mando del experimentado general Fernando Álvarez de Toledo y Pimentel, III duque de Alba de Tormes —quien contaba por entonces con 73 años—. Su hijo Fernando de Toledo, le acompañaba como su lugarteniente; Francés de Álava era general de la artillería y Sancho Dávila el maestre de campo general. Al mismo tiempo en Cádiz se formó una flota de 64 galeras, 21 naos y 9 fragatas, además de 63 chalupas, cuyo mando se encomendó a Álvaro de Bazán.
Todas estas fuerzas tomaron rumbo hacia Lisboa para tomar posesión del país en nombre de Felipe II.

## Coronación y derrota de Antonio
El 20 de junio de 1580, anticipándose a la decisión del consejo regente, Antonio se autoproclamó rey de Portugal en Santarém, siendo aclamado en varias localidades del país; su gobierno duró treinta días, hasta que fue derrotado en la batalla de Alcántara por el general Fernando Álvarez de Toledo y Pimentel, el duque de Alba, en nombre del rey Felipe II de España.
Tras la toma de Lisboa por los tercios españoles y la Caída de Oporto, intentó gobernar el país desde la Isla Terceira en Azores, donde estableció un gobierno en el exilio hasta 1583. Antonio incluso acuñó monedas, una forma de asegurar la soberanía. Algunos autores le consideran el último monarca de la dinastía de Avís (en vez del Cardenal Enrique). Su gobierno en Terceira sólo fue reconocido por las Azores, mientras que en el continente y en Madeira gobernaba Felipe II.
Tras su derrota en Azores en la batalla de la Isla Terceira en 1582 y la Conquista española de las Azores de 1583, Antonio fue al exilio en Francia, tradicional enemigo de la Casa de Austria, y procuró el apoyo de Inglaterra. Se intentó una invasión en 1589 bajo la dirección de Francis Drake, liderando la llamada Armada Inglesa. Antonio siguió luchando por sus derechos al trono hasta su muerte.

## Coronación de Felipe

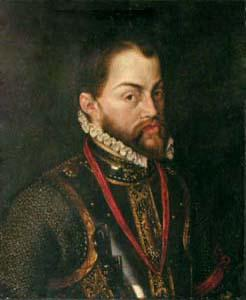
Felipe II de España, también rey de Portugal.

Vencida la resistencia del último pretendiente al trono, el 25 de marzo de 1581 Felipe fue aclamado como rey, con el nombre de Felipe I de Portugal y reconocido oficialmente por las Cortes de Tomar. 
La aceptación del nuevo rey se hizo bajo la condición de que los territorios portugueses y sus colonias mantuvieran sus propias Cortes, derechos y privilegios, sin ser anexionadas a Castilla como provincia española.

## Consecuencias
No se puede discutir que Felipe II no tuviera un argumento legítimo para reclamar el trono, pero como ocurrió en problemas dinásticos de la época, estuvo rodeado de controversia. En todo caso, la vida fue calmada y serena bajo los dos primeros austrias; mantuvieron el estatus de Portugal, dando a los nobles excelentes puestos en la corte española. Portugal mantuvo su gobierno, independencia, moneda y leyes. De hecho, se llegó a proponer el traslado de la capital imperial a Lisboa. 

El Imperio de Felipe II en 1598, dintinguiendo el ámbito de cada Consejo territorial en el sistema polisinodial de la Monarquía Católica.
Territorios adscritos al Consejo de Castilla
Territorios adscritos al Consejo de Aragón
Territorios adscritos al Consejo de Portugal
Territorios adscritos al Consejo de Italia
Territorios adscritos al Consejo de Indias
----
Territorios adscritos al Consejo de Flandes
Territorios disputados con las Provincias Unidas

La unión dinástica de Portugal y Castilla dio lugar a un bloque territorial de gran extensión en el mundo.
Sin embargo, Portugal vio decrecer su riqueza gradualmente. Por su unión con los Habsburgo hispánicos, las colonias de Portugal fueron atacadas por las Provincias Unidas de los Países Bajos e Inglaterra, enemigos acérrimos de España, al verse involucradas en la guerra luso-holandesa, parte de la guerra de Flandes y en la guerra anglo-española de 1585-1604.
Sesenta años después, Juan, duque de Braganza (1603-56), aceptó el trono que le ofreció la nobleza portuguesa, que se vio frustrada por el régimen de los Austrias, convirtiéndose en Juan IV de Portugal. Era el nieto de Catalina, la duquesa de Braganza, que en 1580 había reclamado la Corona portuguesa e hijo de Teodosio II. Juan alcanzó el trono de Portugal (al que tenía derechos dinásticos) a través de un golpe de Estado que tuvo lugar el 1 de diciembre de 1640, contra el rey Felipe IV.
Durante toda la dinastía filipina hubo un gran número de impostores que se hacían pasar por el rey Sebastián I, siendo los más relevantes los que aparecieron en 1584, 1585, 1595 y 1598. El Sebastianismo, la leyenda de que el joven rey retornaría a Portugal en un día con neblina, se mantuvo hasta tiempos modernos, y mucha gente, hasta finales del siglo XIX creyó que podría producirse.